# Cerro del Azufre
Cerro del Azufre (pronúncia espanhola: [ˈsero ðel aˈsufɾe]) é um estratovulcão dos Andes em Antofagasta, Chile a 5846 metros de altitude. Está localizado a sudoeste dos vulcões San Pedro e San Pablo.